# Адміністративний округ Дрезден
Адміністративний округ Дрезден — один із трьох Адміністративних округів Саксонії. Розташований на сході землі і був утворений рішенням Саксонського земельного уряду від 27 листопада 1990 до 1 січня 1991. 
| Райони | Міста                              |
| --- | ---------------------------------- |
| 1. Баутцен 2. Каменц 3. Лебау-Циттау 4. Майсен 5. Нижньосілезька Верхня Лужиця 6. Різа-Гросенгайн 7. Саксонська Швейцарія 8. Вайсеріц | 1. Дрезден 2. Герліц 3. Гоєрсверда |